# Remember (The Walking Dead)
"Remember" là tập thứ mười hai trong Phần 5 của series phim truyền hình The Walking Dead. Tập phim được phát sóng trên kênh AMC của Mỹ vào ngày 1 tháng 3 năm 2015. Khi phát sóng, tập phim đã được 14,43 triệu người xem trong đó có 7,5 triệu người từ 18-49 tuổi.

## Nội dung tập
Nhóm của Rick bắt đầu bước vào bên trong cộng đồng Alexandria. Carl nhìn thấy một cô bé đứng bên trong căn nhà bỏ hoang bên ngoài cộng đồng đang nhìn về phía họ, nhưng chỉ một lát sau, cô bé đã biến mất. Họ gặp một người gác cổng tên Nicholas, người yêu cầu họ giao nộp vũ khí vì lý do an toàn. Tuy nhiên Rick từ chối vì họ chưa chắc rằng mình có ở lại đây hay không. Aaron liền nói rằng họ có thể giữ lại vũ khí của mình và quyết định ra đi hay ở lại sau khi gặp người đứng đầu của cộng đồng - Deanna Monroe.
Trong một căn phòng khách với nội thất đẹp mắt, Deanna gặp gỡ Rick và hỏi anh rằng liệu bà có thể quay phim lại cuộc phỏng vấn của bà với anh không. Khi đã nhận được sự đồng ý từ Rick, Deanna bắt đầu hỏi một số thông tin về nhóm Rick, bà cũng giới thiệu với anh rằng mình từng là một nghị sĩ của bang Ohio. Cộng đồng của bà có mạng lưới điện lấy năng lượng mặt trời, những bể chứa nước và hệ thống thoát nước sạch sẽ. Deanna kể lại về quá trình cộng đồng này được thành lập. Khi được Rick hỏi về lý do bà tuyển chọn nhóm anh vào cộng đồng mình, Deanna đáp lại rằng "Tôi cần sự giúp đỡ của các anh".
Sau khi đã đồng ý rằng sẽ ở lại, nhóm của Rick giao nộp vũ khí cho Olivia - người quản lý kho vũ khí của Alexandria. Deanna cho biết rằng nhóm của anh có thể lấy lại vũ khí bất cứ khi nào họ ra ngoài cộng đồng.
Lát sau, Aaron dẫn Rick và Carl đến xem 2 ngôi nhà được dành làm nơi ở của nhóm Rick. Hai bố con Rick bắt đầu vào tham quan phía bên trong.
Rick tắm nước nóng và cạo bộ râu của mình. Khi anh vừa tắm xong, một người phụ nữ đến gõ cửa nhà. Cô tự giới thiệu mình tên là Jessie, đến từ bộ phận nhà bếp của cộng đồng và mang theo thực phẩm đến cho nhóm Rick. Nhận thấy Rick vừa cạo râu xong và tóc của anh đã khá dài, Jessie ngỏ ý rằng cô có thể cắt tóc cho Rick nếu anh muốn, vì trước đây cô từng làm nghề tạo mẫu. Trong lúc đang cắt tóc cho Rick, Jessie kể về gia đình mình. Cô có 2 đứa con trai, đứa lớn tên Ron trạc tuổi Carl và đứa nhỏ tên là Sam.
Trong lúc phỏng vấn Daryl, Deanna hỏi rằng liệu anh có muốn ở lại cộng đồng này không. Daryl tỏ vẻ ngập ngừng, nhưng anh đáp lại rằng Carl và Judith cần một nơi ở thực sự để lớn lên.
Carl và Carol bước sang tham quan ngôi nhà thứ hai bên cạnh. Carol tỏ vẻ hơi nghi ngờ khi Deanna dành cho nhóm họ những ngôi nhà với nội thất và tiện nghi quá sang trọng. Sau khi đã tham quan xong, Carol ra ngoài và bắt gặp Rick với Daryl ở phía trước. Họ cho rằng tối hôm đó nhóm không nên tách ra hai căn nhà riêng mà nên ngủ chung trong một căn. Còn lại trong căn nhà, Carl nghe thấy tiếng động ở lầu trong, cậu cẩn trọng rút con dao và đi lên mở cửa căn phòng phát ra tiếng động. Tuy nhiên, Carl không thấy ai cả ngoài một đống đồ đạc bừa bộn, trong đó có một cuốn truyện tranh. Cậu cầm nó lên và mang theo.
Tối hôm đó, khi cả nhóm Rick đang chuẩn bị đi ngủ chung tại phòng khách, Deanna ghé ngang qua để xem nhóm của anh có cảm thấy thoải mái không. Bà khen ngợi rằng nhóm Rick khá thông minh khi chọn cách ở chung trong căn phòng này, và tỏ vẻ ngưỡng mộ khi thấy những con người với tích cách và lai lịch khác nhau lại cùng đoàn kết đến vậy. Rick nói rằng Deanna vẫn chưa giao một công việc cụ thể cho anh tại Alexandria, trong khi những người khác trong nhóm anh gần như đã có cả. Deanna đáp lại rằng bà đang cân nhắc một công việc cho cả anh và Michonne, cũng như Daryl và Sasha.
Đêm hôm đó, Rick trằn trọc không ngủ được. Anh bỗng ngồi dậy đến bên nhà bếp và dút ra một con dao từ trong ngăn kéo.
Sáng hôm sau, Deanna phỏng vấn Michonne. Cô thể hiện thái độ tích cực của mình rằng mình đã sẵn sàng cho việc trở thành một phần của cộng đồng này.
Trong khi đó, những người bắt đầu chính thức đi tham quan xung quanh cộng đồng kể từ khi đến đây. Rick cố thuyết phục Daryl đi tham quan xung quanh cùng nhưng bị từ chối. Chợt không thấy Carl và Judith đâu, Rick bỗng hoảng loạn chạy đi tìm. Jessie nhìn thấy vậy liền bảo với anh rằng có lẽ cô biết hai con của anh đang ở đâu. Jessie dẫn Rick đến chỗ một cặp vợ chồng già tên Bob và Natalie Miller - những người tỏ vẻ thích thú đang trò chuyện với Carl và Judith vì đã lâu lắm rồi kể từ khi đại dịch diễn ra họ mới được nhìn thấy một em bé. Jessie nói với Rick rằng con trai của cô - Ron thực sự đang rất muốn gặp Carl.
Lát sau, Carl được Ron dẫn vào phòng của mình và gặp hai người bạn khác là Mikey và Enid (chính là cô bé mà Carl đã nhìn thấy trước đó). Cậu đưa cuốn truyện tranh mà mình đã tìm thấy trước đó và hỏi rằng liệu nó có phải là của ai trong ba bọn họ không. Enid liền lạnh lùng lấy lại cuốn truyện từ tay Carl rồi ném sang một bên. Ron đề nghị rằng họ hãy cùng chơi điện tử, nhưng đáp lại chỉ là ánh nhìn ái ngại của Carl. Ron liền xin lỗi và nói rằng Carl hãy cứ từ từ dành thời gian làm quen dần với cuộc sống mới này. Ron kể lại rằng Enid đã phải mất 3 tuần liền kể từ khi gia nhập cộng đồng mới bắt đầu trò chuyện với mọi người.
Trong cuộc phỏng vấn với Deanna, Carl cho biết rằng nơi đây chính là nơi mà Lori - mẹ của cậu luôn hy vọng các con mình được sống. Lát sau quay trở về nhà, Carl nói với bố rằng cậu thích những người sống ở đây, nhưng "họ thật yếu đuối, và con không muốn chúng ta bị yếu đuối theo".
Đêm hôm đó, Rick nói với Michonne rằng anh vẫn chưa thể ngừng cảnh giác. Michonne cho rằng giờ đây chẳng còn vấn đề gì để phải lo ngại nữa, nhưng Rick hỏi lại cô rằng "Vậy tại sao cả hai chúng ta đều vẫn còn thức?". Sau đó, Rick bước ra ngoài giữa đêm khuya và đi dạo. Anh gặp Pete - một người đàn ông ngồi trên chiếc ghế bên ngoài nhà đang hút thuốc. Anh ta nói rằng mình là chồng của Jessie - người đã cắt tóc cho Rick, rồi chào mừng Rick tới Alexandria.
Trong cuộc phỏng vấn của mình, Carol thể hiện mình là một người phụ nữ nội trợ của gia đình, một người chăm sóc cho các thành viên khác của nhóm Rick. Cô nói rằng mình muốn nhận một công việc tại cộng đồng. Lát sau, Carol trở về nhà và thay một bộ trang phục mới gọn gàng và đẹp đẽ. Cô nói với Daryl đang ngồi trước nhà rằng công việc mới của cô sẽ là nấu bữa ăn cho mọi người, điều này sẽ giúp cô trở nên gần gũi hơn với các cư dân khác. Carol khuyên Daryl hãy nên đi tắm rửa và giữ ngoại hình của mình sạch đẹp.
Đến lượt Glenn được Deanna phỏng vấn. Anh kể với bà rằng nhóm của mình đã ở ngoài kia khá lâu và muốn giúp đỡ các công việc cho cộng đồng này.
Trong khi đó, từ cửa sổ tại nhà, Carl nhìn thấy Enid đeo một chiếc balô đi đến bức tường của cộng đồng và lén trèo ra ngoài. Cậu bèn đi theo Enid vào trong rừng trước khi mất dấu cô bé.
Rick đi ra ngoài cộng đồng để kiểm tra những bức tường. Anh quay lại chỗ trước đây mà mình đã cất giấu khẩu súng nhưng phát hiện rằng ai đó đã lấy mất nó. Carl đi đến chỗ Rick đúng lúc đang có hàng loạt walker tiến tới tấn công họ. Cả hai bố con Rick cùng hạ hết chúng.
Glenn, Tara và Noah đi cùng Nicholas và Aiden Monroe - con trai của Deanna ra ngoài kiếm nhu yếu phẩm. Trong lúc họ đang di chuyển ở khu vực gần đó, Aiden giải thích rằng cả nhóm phải làm theo tất cả những gì anh yêu cầu để tránh xảy ra những cái chết đáng tiếc như một vài người trước đây trong nhóm anh. Aiden và Nicholas dẫn cả nhóm tới một nơi mà họ kể rằng họ đang treo một con xác sống từng giết những người trong nhóm họ. Khi phát hiện ra con walker đã thoát được khỏi dây treo, Nicholas huýt sáo gây tiếng động để thu hút nó quay lại. Glenn, Tara và Noah tỏ vẻ không đồng tình nhưng Aiden vẫn nhất quyết phải bắt lại bằng được con walker đó. Bất ngờ từ phía sau, con walker tấn công Aiden. Nhóm Glenn, Tara và Noah định dùng vũ khí để giết nó nhưng không được Aiden cho phép. Nicholas định dụ con walker lại gần mình để Aiden trói nó lại nhưng không thành. Con walker bất ngờ quay sang tấn công Tara và cô may mắn được Glenn cứu kịp thời bằng cách dùng dao đâm chết nó. Aiden bất ngờ nổi cáu với Tara và Glenn vì đã giết chết nó.
Quay trở lại phía bên trong cộng đồng, Aiden gây sự và to tiếng với Glenn, khiến một số người hiếu kỳ lại gần và theo dõi. Khi Deanna và cùng Maggie đi đến hỏi xem chuyện gì đang xảy ra, Aiden vung tay định đấm Glenn nhưng Glenn đã tránh được và đấm trả. Nicholas định xông vào cuộc ẩu đả cùng nhưng bị Daryl nhảy tới đè xuống và ghì chặt cổ. Rick cùng Carl vừa mới trở về ngay lập tức chạy đến can và kéo Daryl ra. Deanna bèn nói lớn cho tất cả mọi người cùng nghe thấy rằng nhóm Rick giờ đây đã là một phần cộng đồng của họ, và ai cũng sẽ bình đẳng như nhau chứ không có chuyện phân biệt đối xử ở đây. Bà yêu cầu tất cả giao nộp lại vũ khí và nói rằng Aiden và Nicholas lát nữa hay đến gặp mình. Sau đó, Deanna bổ nhiệm cho Rick và Michonne nhiệm vụ giữ an ninh cho cộng đồng. Bà cảm ơn Glenn vì đã dạy cho con trai kiêu ngạo của mình một bài học.
Tối hôm đó, Rick khoác lên bộ đồng phục cảnh sát và bước ra phía trước nhà trò chuyện cùng Carol và Daryl. Anh cho rằng giờ đây họ đã có thể tách ra và ngủ ở cả hai căn nhà. Carol cũng đồng quan điểm với Rick và Carl rằng việc ở đằng sau bức tường này cùng với sự an toàn sẽ khiến họ trở nên yếu đuối hơn, nhưng Rick nói rằng "Chúng ta sẽ không trở nên yếu đuối. Nó đã chẳng còn trong chúng ta nữa. Chúng ta sẽ khiến mọi việc đi vào hướng đúng của nó. Và nếu nó không thể làm được, chúng ta sẽ chiếm lấy nơi này".

## Diễn viên

### Diễn viên chính
- Andrew Lincoln vai Rick Grimes
- Norman Reedus vai Daryl Dixon
- Steven Yeun vai Glenn Rhee
- Lauren Cohan vai Maggie Greene
- Chandler Riggs vai Carl Grimes
- Danai Gurira vai Michonne
- Melissa McBride vai Carol Peletier
- Michael Cudlitz vai Abraham Ford
- Sonequa Martin-Green vai Sasha Williams
- Josh McDermitt vai Eugene Porter
- Christian Serratos vai Rosita Espinosa
- Alanna Masterson vai Tara Chambler
- Seth Gilliam vai Gabriel Stokes

### Diễn viên định kỳ
- Tovah Feldshuh vai Deanna Monroe
- Tyler James Williams vai Noah
- Alexandra Breckenridge vai Jessie Anderson
- Ross Marquand vai Aaron
- Daniel Bonjour vai Aiden Monroe
- Austin Abrams vai Ron Anderson

### Các diễn viên phụ khác
- Corey Brill vai Pete Anderson
- Jordan Woods-Robinson vai Eric Raleigh
- Michael Traynor vai Nicholas
- Ann Mahoney vai Olivia
- Elijah Marcano vai Mikey
- Katelyn Nacon vai Enid
- Major Dodson vai Sam Anderson
- Kiley & Jaelyn Behun vai Judith Grimes
- Curtis Jackson vai Bob Miller
- Helen Jackson vai Natalie Miller

## Cái chết trong tập
- Không có

## Đánh giá
"Remember" nhận được những lời tán thưởng nhiệt liệt từ giới phê bình. Các lời khen được dành cho việc nhiều yếu tố và dàn nhân vật mới mẻ được đưa vào phim, khiến cho bối cảnh trong phim được thay đổi theo một cách đầy sáng tạo.
Tim Surette từ trang TV.com nhận định rằng việc giới thiệu cộng đồng Alexandria tới khán giả là một sự tiến bộ lớn của đoàn làm phim trong việc khắc họa nét văn minh còn sót lại trong thế giới đó nếu so với thị trấn Woodbury trong Phần 3. Anh cũng dành những lời khen cho diễn xuất của Melissa McBride và sự phát triển của nhân vật Carol Peleiter, thể hiện qua cách mà cô ấy "đóng kịch" trước những cư dân Alexandria trong tập này.
Matt Fowler của trang IGN cho tập phim điểm 8.2 trên 10 và cho rằng "Them" có "những khoảnh khắc khiến khán giả hài lòng khi được nhìn thấy một nhóm người sống sót đang kiệt quệ được trải nghiệm lại nền văn minh sau một thời gian dài". Trên trang Rotten Tomatoes, toàn bộ 100% 20 bài đánh giá về tập phim đều mang tính tích cực.

## Bên lề
- Lần đầu tiên xuất hiện của: Enid, Nicholas, Deanna Monroe, Olivia, Jessie Anderson, Ron Anderson, Sam Anderson, Mikey, Aiden Monroe, Pete Anderson, Bob Miller, Natalie Miller.
- Chương trình Talking Dead tiết lộ rằng tên của 5 tập phim cuối của Phần 5 đều là các từ nằm trong một câu chuyện được Dale Horvath kể với nhóm Atlanta trong tập "Vatos" (Phần 1). Nguyên văn tiếng Anh: "I like what the father said to the son when he gave him a watch that had been handed down through generations. He said: "I give you a mausoleum of all hope and desire which will fit your individual needs, no better than it did mine and my father before me. I give it to you not that you may remember time, but that you may forget it. For a moment, now and then, and not spend all of your breath trying to conquer it." (Tạm dịch: "Tôi thích điều mà người cha ấy nói với con trai mình khi anh ta đặt vào tay thằng bé một chiếc đồng hồ đã được truyền qua nhiều thế hệ. Người cha nói: 'Cha tặng con một di vật tượng trưng cho tất cả những hy vọng và khát khao phù hợp với nhu cầu của riêng con, cũng như đối với cha và ông nội con trước đây. Cha tặng nó cho con không phải để con có thể ghi nhớ thời gian, mà là để đôi lúc con hãy quên đi nó. Để mà đôi khi, dù chỉ trong thoáng chốc, con không phải tiêu tốn hơi sức mà cố gắng chế ngự thời gian").
  - Tên của tập phim này - "Remember" ngụ ý cho việc các thành viên trong nhóm Rick "nhớ lại" khoảng thời gian của cuộc sống bình thường trước bệnh dịch khi họ được sống trong sự an toàn tại Alexandria.
- Tập phim đánh dấu lần xuất hiện thứ 50 của Norman Reedus (Daryl) trong phim.
- Steven Yeun (Glenn) chia sẻ rằng khi được tham gia Alexandria, không chỉ mình nhân vật mà bản thân những diễn viên cũng thấy thật lạ kỳ khi được mặc những bộ quần áo sạch sẽ tinh tươm.
- Con walker tấn công Aiden và Tara được thủ vai bởi nam diễn viên đã đóng con walker giết Dale trong Phần 2. Các chuyên gia hiệu ứng đã phải mất 4 tiếng đồng hồ để tạo nên con walker này.
- Để kỷ niệm nhân dịp nhân vật Rick của Andrew Lincoln cạo râu, các thành viên nam trong đoàn làm phim cũng đã tổ chức một buổi cạo râu tập thể.
- Cuốn truyện mà Carl trả lại cho Enid là một tập của Invincible - bộ truyện tranh của Robert Kirkman.
- Một số cảnh dù đã quay nhưng đã bị cắt khỏi tập phim do không đủ thời lượng, bao gồm cảnh Rosita đến bệnh xá của Alexandria gặp Pete để làm phụ tá bác sĩ, Eugene đến gặp ai đó để làm việc về mạng lưới điện của cộng đồng, và Maggie đến gặp Deanna để làm trợ lý của bà.[16]